# Geotrikotnik
Geotrikótnik je univerzalno geometrijsko orodje, ki nadomešča ravnilo in kotomer. Poleg tega omogoča tudi preprosto risanje vzporednic in pravokotnic.
Že dolgo so si matematiki pri geometrijskih konstrukcijah pomagali z različnimi (lesenimi, pa tudi plastičnimi) trikotniki, ob koncu 20. stoletja pa so se na tržišču pojavili trikotniki iz prozorne plastike, ki so imeli na spodnji strani narisane dodatne oznake za lažje risanje pravokotnic in vzporednic ter za merjnje kotov. Taki trikotniki so postali kmalu zelo priljubljeni v šolah. Prijelo se jih je ime geotrikotnik, ki je pravzaprav okrajšava za geometrijski trikotnik. 
Danes pod imenom geotrikotnik razumemo trikotnik, ki ima kote 45°, 45° in 90°, oznake za merjenje kotov, oznake za merjenje dolžin in pomožne črte za risanje vzporednic in pravokotnic.